# Привалихіна Маргарита Володимирівна
Маргарита Володимирівна Привалихіна (до шлюбу Шиянова; нар. 9 березня 1980 (45 років) ) — українська волейболістка, бронзова призерка літніх Паралімпійських ігор 2012 року, чемпіонка Європи 2011 та 2015 років, бронзова призерка чемпіонату світу 2010 року. Прапороносиця делегації України на літніх паралімпіадах 2012 і 2016 років. Майстер спорту України міжнародного класу. 

## Біографія
Маргарита Шиянова народилася 9 березня 1980 року. Отримала вищу освіту з економіки та фінансів. Працювала бухгалтеркою.
Спортивну кар’єру почала з фехтування. Згодом перейшла на волейбол, грала за клуб «Орбіта» (Запоріжжя). Після двох важких травм почала грати у волейбол сидячи. Займається у секції волейболу Дніпропетровського обласного центру «Інваспорт». Їі тренують Ярослав Володимирович Малойван і Віктор Гаврилович Тимошенко .
У складі національної паралімпійської збірної команди України виступала на XIII, XIV і XV літніх Паралімпійськіх іграх. У Лондоні 2012 була капітаном збірної та виборола бронзові нагороди. У Пекіні 2008 посіла п’яте місце,  у Ріо-де-Жанейро 2016 — четверте та увійшла у трійку найкращих волейболісток турніру   . На чемпіонатах Європи 2011 та 2015 років здобула золоті медалі, на чемпіонату світу 2010 року — бронзові.
Привалихіна була прапороносицею делегації України на парадах націй на літніх Паралімпійських іграх 2012 і  2016 років . 
Майстер спорту України міжнародного класу.

## Державні нагороди
- Орден княгині Ольги III ступеня (2012)[9].

## Родина
Чоловік — Віктор Привалихін — майстер спорту з греко-римської боротьби (130 кг). Син — Владислав, займається хокеєм. Сестра — Світлана Володимирівна Шиянова — завідувачка відділення лікування безпліддя недержавної комплексної акушерсько-гінекологічної клініки ISIDA в Києві, лікар-репродуктолог .